# 絕體絕命都市4 Plus -夏日回憶-
《絕體絕命都市4 Plus -夏日回憶-》（此前称作絕體絕命都市4：夏日回憶）是一款由Granzella Inc.开发并发行在PlayStation 4平台上的冒险游戏。是《絶体絶命都市》系列的第四部作品。游戏在经过多次延期、取消发售、易手版权和变换开发团队等波折后，最终于2018年11月22日发售。2019年5月宣布，本作將在同年9月份移植至任天堂Switch。

## 簡介
本作是以受到地震而崩壞都市作為舞台，餘下來的倖存者一起互相協助逃出生天。詳細的遊戲內容還沒有公佈，從宣傳短片中得知登場人物的性別及服裝可以改變。遊戲活用PlayStation 3的機能，支援PlayStation Network、3D立體顯示、PlayStation Move、5.1聲道。但由于最终取消了PlayStation 3版本的开发，故成品版并没有对PlayStation Move控制器的支持，尽管PlayStation 4主机支持该外设控制器；不过游戏支持PlayStation VR头戴式虚拟现实显示器。
本作新加入了「生理需求」要素，例如飢餓值與排泄需求，將帶給玩家更真實的表現。除了生理需求，另外還有火災、飢荒等多個災害。

## 開發
游戏的制作几经周折，最初由Irem開發并计划发行在PlayStation 3遊戲主机上，本來預定於2011年3月10日發售，其後於2011年2月22日宣布延至2011年春季。於同年3月14日宣布中止發售，雖然沒有明確說明理由，但應該是受到同年3月11日發生的日本東北地方太平洋近海地震的影響。直到2014年12月23日，該系列製作人九条一馬在 Blog 表示已从Irem手中買回遊戲版權，原來的製作小組也在自己新成立的公司Granzella中。九条一馬表示無論花多少時間，都不會放棄這部作品，將重新開始後續作品的開發計畫。
2015年11月24日，Granzella宣布遊戲將登陸PlayStation 4平台，名稱從《絕體絕命都市4 夏日回憶》更名為《絕體絕命都市4 Plus -夏日回憶-》，2016年底，开发组宣布游戏将支持PlayStation VR，另外也與神戶市消防局合作，藉由真實災害案例及防火、防災資訊，讓遊戲災害場面的表現與收錄的防災手冊更符合實情。同時請到防災與危機管理新聞工作者渡邊實擔任監修。2018年10月11日，Granzella宣布遊戲延期，并將於11月22日正式推出。
2018年12月3日，台湾游戏代理商杰仕登宣布将在未来发售本作的繁体中文版，由大陆的北京欢乐百世负责翻译。

## 主題曲
- 「約定之日」

同様由前作主題曲主唱歌手飯田舞主唱，歌曲首次在東京遊戲展2010中發表，其後在遊戲宣傳短片中作背景音樂。

## 外部連結
- （日語）Fami通.com、絕體絕命都市4特集專頁
- （日語）絕體絕命都市4官方網站Granzella